# 3056 INAG
3056 INAG је астероид главног астероидног појаса. Приближан пречник астероида је 17,31 ,
а средња удаљеност астероида од Сунца износи 2,420 астрономских јединица (АЈ).
Инклинација (нагиб) орбите у односу на раван еклиптике је 5,639 степени, а орбитални период износи 1375,232 дана (3,765 године). Ексцентрицитет орбите астероида износи 0,115.
Апсолутна магнитуда астероида износи 12,90 а геометријски албедо 0,040.
Астероид је откривен 1. новембра 1978. године.